# 2008-as Formula–1 magyar nagydíj
A magyar nagydíj volt a 2008-as Formula–1 világbajnokság tizenegyedik futama, 2008. augusztus 1-je és 3-a között rendezték meg a magyarországi Hungaroringen, Mogyoródon. Ez volt a 23. Formula–1-es futam Magyarországon.
A versenyhétvégén bejelentették, hogy a nagydíj szerződését újabb öt évvel meghosszabbították, így 2016-ban sor kerülhet a 31. magyar nagydíjra is.
A versenyt Heikki Kovalainen nyerte, a második Timo Glock, a harmadik Kimi Räikkönen lett.

## Szabadedzések

### Első szabadedzés
A magyar nagydíj első szabadedzését augusztus 1-jén, pénteken tartották, közép-európai idő szerint 10:00 és 11:30 óra között. Az első helyet Felipe Massa szerezte meg csapattársa, Kimi Räikkönen előtt. Heikki Kovalainen harmadik lett.
| Helyezés | Név                  | Csapat/Motor        | Elért idő | Különbség | Futott kör |
| -------- | -------------------- | ------------------- | --------- | --------- | ---------- |
| 1        | Felipe Massa         | Ferrari             | 1:20.981  |           | 19         |
| 2        | Kimi Räikkönen       | Ferrari             | 1:21.345  | + 0.364   | 21         |
| 3        | Heikki Kovalainen    | McLaren-Mercedes    | 1:21.410  | + 0.429   | 17         |
| 4        | Lewis Hamilton       | McLaren-Mercedes    | 1:21.535  | + 0.554   | 18         |
| 5        | Fernando Alonso      | Renault             | 1:21.802  | + 0.821   | 18         |
| 6        | Timo Glock           | Toyota              | 1:21.931  | + 0.950   | 22         |
| 7        | Robert Kubica        | BMW Sauber          | 1:22.267  | + 1.286   | 18         |
| 8        | Nelson Piquet Jr.    | Renault             | 1:22.326  | + 1.345   | 19         |
| 9        | Nick Heidfeld        | BMW Sauber          | 1:22.370  | + 1.389   | 22         |
| 10       | Jarno Trulli         | Toyota              | 1:22.457  | + 1.476   | 25         |
| 11       | Mark Webber          | Red Bull-Renault    | 1:22.654  | + 1.673   | 23         |
| 12       | David Coulthard      | Red Bull-Renault    | 1:22.700  | + 1.719   | 16         |
| 13       | Sébastien Bourdais   | Toro Rosso-Ferrari  | 1:22.900  | + 1.919   | 26         |
| 14       | Jenson Button        | Honda               | 1:22.917  | + 1.936   | 27         |
| 15       | Rubens Barrichello   | Honda               | 1:23.093  | + 2.112   | 26         |
| 16       | Nico Rosberg         | Williams-Toyota     | 1:23.147  | + 2.166   | 21         |
| 17       | Nakadzsima Kazuki    | Williams-Toyota     | 1:23.274  | + 2.293   | 22         |
| 18       | Adrian Sutil         | Force India-Ferrari | 1:23.353  | + 2.372   | 25         |
| 19       | Giancarlo Fisichella | Force India-Ferrari | 1:23.459  | + 2.478   | 28         |
| 20       | Sebastian Vettel     | Toro Rosso-Ferrari  | 1:23.923  | + 2.942   | 4          |

### Második szabadedzés
A magyar nagydíj pénteki második szabadedzését augusztus 1-jén, pénteken délután tartották, közép-európai idő szerint 14:00 és 15:30 óra között. Az első helyen a délelőtt negyedik Lewis Hamilton végzett, Nelson Piquet második, Heikki Kovalainen harmadik lett.
| Helyezés | Név                  | Csapat/Motor        | Elért idő | Különbség | Futott kör |
| -------- | -------------------- | ------------------- | --------- | --------- | ---------- |
| 1        | Lewis Hamilton       | McLaren-Mercedes    | 1:20.554  |           | 35         |
| 2        | Nelson Piquet Jr.    | Renault             | 1:20.748  | + 0.194   | 38         |
| 3        | Heikki Kovalainen    | McLaren-Mercedes    | 1:20.760  | + 0.206   | 33         |
| 4        | Fernando Alonso      | Renault             | 1:20.928  | + 0.374   | 35         |
| 5        | Kimi Räikkönen       | Ferrari             | 1:21.009  | + 0.455   | 35         |
| 6        | Felipe Massa         | Ferrari             | 1:21.010  | + 0.456   | 36         |
| 7        | Nick Heidfeld        | BMW Sauber          | 1:21.138  | + 0.584   | 46         |
| 8        | Robert Kubica        | BMW Sauber          | 1:21.363  | + 0.809   | 36         |
| 9        | Jarno Trulli         | Toyota              | 1:21.505  | + 0.951   | 42         |
| 10       | Nico Rosberg         | Williams-Toyota     | 1:21.581  | + 1.027   | 34         |
| 11       | Timo Glock           | Toyota              | 1:21.662  | + 1.108   | 39         |
| 12       | Mark Webber          | Red Bull-Renault    | 1:21.733  | + 1.179   | 43         |
| 13       | David Coulthard      | Red Bull-Renault    | 1:21.837  | + 1.283   | 34         |
| 14       | Nakadzsima Kazuki    | Williams-Toyota     | 1:21.902  | + 1.348   | 33         |
| 15       | Sébastien Bourdais   | Toro Rosso-Ferrari  | 1:21.955  | + 1.401   | 41         |
| 16       | Jenson Button        | Honda               | 1:22.150  | + 1.596   | 41         |
| 17       | Giancarlo Fisichella | Force India-Ferrari | 1:22.197  | + 1.643   | 36         |
| 18       | Adrian Sutil         | Force India-Ferrari | 1:22.358  | + 1.804   | 37         |
| 19       | Rubens Barrichello   | Honda               | 1:22.448  | + 1.894   | 33         |
| 20       | Sebastian Vettel     | Toro Rosso-Ferrari  | 1:22.945  | + 2.391   | 5          |

### Harmadik szabadedzés
A magyar nagydíj harmadik, szombati szabadedzését augusztus 2-án, szombat délelőtt, közép-európai idő szerint 11:00 és 12:00 óra között tartották. Ismét Lewis Hamilton volt a leggyorsabb, második lett Felipe Massa, harmadik Timo Glock.
| Helyezés | Név                  | Csapat/Motor       | Elért idő | Különbség | Futott kör |
| -------- | -------------------- | ------------------ | --------- | --------- | ---------- |
| 1        | Lewis Hamilton       | McLaren-Mercedes   | 1:20.228  |           | 14         |
| 2        | Felipe Massa         | Ferrari            | 1:20.567  | + 0.339   | 14         |
| 3        | Timo Glock           | Toyota             | 1:20.623  | + 0.395   | 21         |
| 4        | Heikki Kovalainen    | McLaren-Mercedes   | 1:20.657  | + 0.429   | 15         |
| 5        | Nelson Piquet Jr.    | Renault            | 1:20.917  | + 0.689   | 21         |
| 6        | Nick Heidfeld        | BMW Sauber         | 1:21.096  | + 0.868   | 15         |
| 7        | Sébastien Bourdais   | Toro Rosso-Ferrari | 1:21.179  | + 0.951   | 21         |
| 8        | Sebastian Vettel     | Toro Rosso-Ferrari | 1:21.184  | + 0.956   | 22         |
| 9        | Kimi Räikkönen       | Ferrari            | 1:21.187  | + 0.959   | 18         |
| 10       | Nico Rosberg         | Williams-Toyota    | 1:21.195  | + 0.967   | 19         |
| 11       | Fernando Alonso      | Renault            | 1:21.228  | + 1.000   | 21         |
| 12       | Nakadzsima Kazuki    | Williams-Toyota    | 1:21.357  | + 1.129   | 17         |
| 13       | David Coulthard      | Red Bull-Renault   | 1:21.489  | + 1.261   | 16         |
| 14       | Jarno Trulli         | Toyota             | 1:21.601  | + 1.373   | 18         |
| 15       | Rubens Barrichello   | Honda              | 1:21.703  | + 1.475   | 20         |
| 16       | Mark Webber          | Red Bull-Renault   | 1:21.752  | + 1.524   | 17         |
| 17       | Jenson Button        | Honda              | 1:21.772  | + 1.544   | 19         |
| 18       | Robert Kubica        | BMW Sauber         | 1:21.975  | + 1.747   | 18         |
| 19       | Giancarlo Fisichella | Force India        | 1:22.189  | + 1.961   | 22         |
| 20       | Adrian Sutil         | Force India        | 1:22.550  | + 2.322   | 23         |

## Időmérő edzés
A magyar nagydíj időmérő edzését augusztus 2-án, szombaton, közép-európai idő szerint 14:00 és 15:00 óra között futották. A pole-pozíciót Lewis Hamilton szerezte meg, második lett csapattársa, Heikki Kovalainen. A harmadik helyen Felipe Massa végzett.

### Az edzés végeredménye
| Helyezés | Versenyző            | Csapat/Motor        | 1. rész  | 2. rész     | 3. rész  |
| -------- | -------------------- | ------------------- | -------- | ----------- | -------- |
| 1        | Lewis Hamilton       | McLaren-Mercedes    | 1:19.376 | 1:19.473    | 1:20.899 |
| 2        | Heikki Kovalainen    | McLaren-Mercedes    | 1:19.945 | 1:19.480    | 1:21.140 |
| 3        | Felipe Massa         | Ferrari             | 1:19.578 | 1:19.068    | 1:21.191 |
| 4        | Robert Kubica        | BMW Sauber          | 1:20.053 | 1:19.776    | 1:21.281 |
| 5        | Timo Glock           | Toyota              | 1:19.980 | 1:19.246    | 1:21.326 |
| 6        | Kimi Räikkönen       | Ferrari             | 1:20.006 | 1:19.546    | 1:21.516 |
| 7        | Fernando Alonso      | Renault             | 1:21.516 | 1:19.816    | 1:21.698 |
| 8        | Mark Webber          | Red Bull-Renault    | 1:20.073 | 1:20.046    | 1:21.732 |
| 9        | Jarno Trulli         | Toyota              | 1:19.942 | 1:19.486    | 1:21.767 |
| 10       | Nelson Piquet Jr.    | Renault             | 1:20.583 | 1:20.131    | 1:22.371 |
| 11       | Sebastian Vettel     | Toro Rosso-Ferrari  | 1:20.157 | 1:20.144    |          |
| 12       | Jenson Button        | Honda               | 1:20.888 | 1:20.332    |          |
| 13       | David Coulthard      | Red Bull-Renault    | 1:20.505 | 1:20.502    |          |
| 14       | Nico Rosberg         | Williams-Toyota     | 1:20.748 | Idő nélkül* |          |
| 15       | Nick Heidfeld        | BMW Sauber          | 1:21.045 |             |          |
| 16       | Nakadzsima Kazuki    | Williams-Toyota     | 1:21.085 |             |          |
| 17       | Rubens Barrichello   | Honda               | 1:21.332 |             |          |
| 18       | Giancarlo Fisichella | Force India-Ferrari | 1:21.670 |             |          |
| 19       | Sébastien Bourdais   | Toro Rosso-Ferrari  | 1:20.640 | 1:20.963**  |          |
| 20       | Adrian Sutil         | Force India-Ferrari | 1:22.113 |             |          |

* Nico Rosberg bejutott az időmérő edzés második szakaszába, de ott nem autózott mért kört.
** Sébastien Bourdais öthelyes rajtbüntetést kapott Nick Heidfeld feltartásáért.

## Futam
A magyar nagydíj futama augusztus 3-án, vasárnap, közép-európai idő szerint 14:00 órakor rajtolt. A versenyt Heikki Kovalainen nyerte, a második Timo Glock, a harmadik Kimi Räikkönen lett.
A futam kezdetekor az aszfalt 44 °C-os volt, ez később emelkedett, ami nehézzé tette a gumiválasztást. A mezőny jó része – mint az a hétvége során gyakorlat volt – a keményebb keverékű abroncsokat részesítette előnyben, csak Barrichello és Coulthard indult lágy gumikon.

A rajtnál Massa mindkét McLarent megelőzte, Kovalainent már pillanatokkal startjel után, míg Hamiltont az első kanyarban, külső ívről. A manőverben segítségére volt, hogy Hamilton a kigyorsításkor kicsit megcsúszott. A 6. helyről rajtoló Räikkönen megpróbált előrébb jutni, de egészen a bokszutca falához szorult, az első kanyarban pedig az ideális íven többen is lehagyták. Egy helyet veszítve, Alonso mögött, hetedikként haladt tovább. Hátrébb Piquet megcsúszott, és két helyet veszített. A célegyenes előtt Vettel is kicsúszott, de vissza tudott jönni a pályára. Az első kör végén Massa, Hamilton, Kovalainen, Glock, Kubica, Alonso, Räikkönen, Webber sorrendben haladt át az élmezőny a célvonalon.

A 2. körben Hamilton futotta a legjobb időt, Button a célegyenes végén megelőzte csapattársát, Barrichellót. A következő körben Hamilton ismét leggyorsabb kört autózott, Kovalainen kezdett leszakadni az első két helyezetthez képest. Hátrébb Räikkönen beragadt Alonso mögé, előzési kísérletei sikertelenek voltak. Az 5. körben már 10 másodperces hátrányban volt Masssához képest, aki átvette Hamiltontól a leggyorsabb kört, és kezdett előnyt kialakítani vele szemben. A 6. kör végén az élen nem változott a helyzet, a 9.-15. helyeken Trulli, Piquet, Coulthard, Heidfeld, Button, Barrichello, Vettel volt a sorrend. A 16. Bourdais csak nehezen tudta pályán tartani az autóját. Csapattársa, Vettel is hasonló gondokkal küzdött, aki már másodszor sodródott ki a célegyenes előtti kanyarban.

Az élen Massa lassan távolodott Hamiltontól. Kovalainen nem tudta velük tartani a lépést, őt szorosan követte a vele közel azonos időket autózó Glock. Az 5. helyezett Kubica viszont már jóval lassabb volt. Míg Räikkönen továbbra sem tudott mit kezdeni Alonsóval, addig Massa a 18. kör végén elsőként állt ki a boxba. Őt Kubica és Webber is követte, mindketten újra kemény keverékű gumikat raktak föl. Massa a könnyebb ezért gyorsabb Alonso elé tért vissza a pályára, esélyt adva az őt üldöző Räikkönennek a felzárkózásra. A következő körben Hamilton is kiállt kerékcserére, ő azonban csak Räikkönen mögé tudott visszaállni, ami Massának kedvezett, mert előtte éppen nem haladt senki, Hamiltont viszont kissé föltartotta Räikkönen és Alonso. Hamarosan Glock is kiállt a 2. helyről tankolni, és szokatlanul hosszú középső etapot vállalva, 13.5 mp-ig tankolt. A lekörözött Vettel kissé feltartotta Räikkönent, csak a sikán levágásával tudta elengedni. Ez lélegzetvételnyi előnyhöz juttatta Alonsót. Amikor a kör végén mindketten kiálltak a boxba, Alonso hajszálnyival, de maga mögött tudta tartani Räikkönent. A 24. körben Vettel lett az első kieső, aki több alkatrész túlmelegedése miatt kényszerült kiállni. A boxkiállások első sorozata során az élen nem változott a sorrend, bár Hamilton továbbra is közel volt Massához. Hátrébb Piquet megelőzte Trullit, aki a 10. helyre szorult vissza.

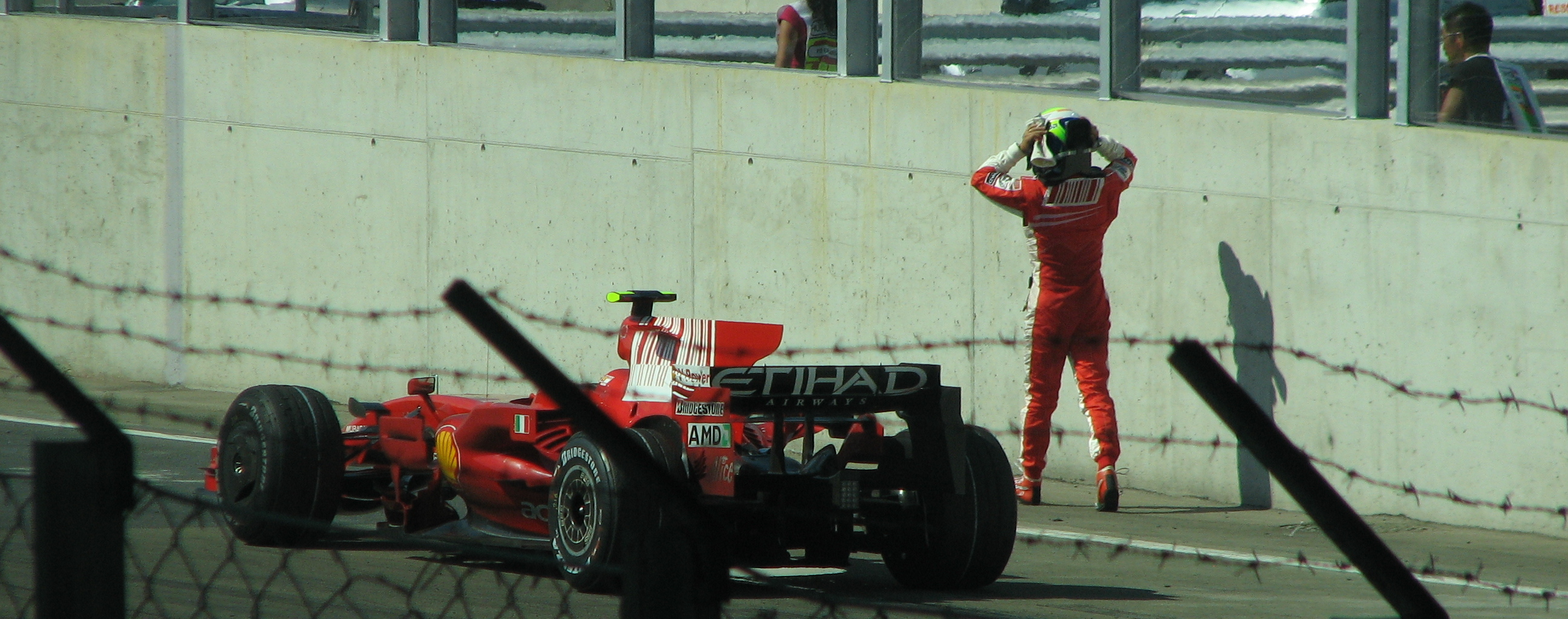
Massa elfüstölt autója mellett a célegyenesben

Coulthard 29 kört tett meg lágy gumikon, nehéz autóval. Kerékcseréje után a 13. helyre állt vissza, Barrichello elé. A 32. körben Bourdais, Nakadzsima és Barrichello boxkiállásakor is lángra lobbant az üzemanyag az utántöltésnél, de mindhárom tüzet gyorsan megfékezték. Ekkor már csak Heidfeld nem volt még kint a boxban, aki a 11. helyen haladt. A boxkiállások nagy vesztese Kubica volt, aki csak a 9. helyre tudott visszaállni, Trulli mögé.

A 41. körben a 2. helyen haladó Hamilton bal első defektet kapott a 2-es kanyarban, ami azt jelentette, hogy lassú tempóban kellett végigautóznia majdnem egy teljes kört, mire ki tudott állni kerékcserére. Coulthard elé tudott visszajönni a pályára, a 9. helyre. Ugyanebben a körben Heidfeld végrehajtotta egyetlen boxkiállását, két körrel később Massa viszont már másodszor jött ki kerékcserére és tankolásra. Hamilton visszacsúszása miatt már dobogós helyen autózó Glock elé jött vissza, akit feltartott a nehezebb autóval. Mivel Glock Kovalainent szerette volna befogni, a tervezettnél előbb kiállt a boxba Massa mögül, hogy ne fogja vissza. Piquet elé tért vissza, ezalatt Bourdais második kiállásakor ismét tűz ütött ki, amit a szerelői ezúttal is eloltottak, bár mindkétszer időt vesztett.
Kovalainen második kerékcseréje után megtartotta a helyét Glockkal szemben. Előtte Räikkönen és Alonso haladtak, de nekik még hátra volt egy boxkiállás. Az élen Massa biztos előnye tudatában lassított, Hamilton jóval gyorsabb volt nála ezekben a körökben, de jelentős hátrányban, a 9. helyen autózott. Az 50 kör óta szorosan Alonso mögött haladó Räikkönen kicsúszott és időt vesztett vele szemben, de a második boxkiállását egy körrel később tudta végrehajtani, ami éppen elég volt ahhoz, hogy elé kerüljön. A 6. helyen tért vissza a pályára. Piquet kerékcseréje után Hamilton és Trulli közé került, utóbbit határozott manőverrel utasította maga mögé, mikor visszatért a pályára.
Räikkönen már a 4. helyen haladt, és mivel szabad volt előtt az út, lágy gumijain a verseny addigi leggyorsabb köreit autózta. Gyorsan csökkentette a hátrányát a 3. helyezett Glockkal szemben, a 61. körben, amikor 1:21.195-tel a nagydíj leggyorsabb versenykörét futotta, közel egy másodpercet vert a Toyota pilótájára. A körhátrányban haladó Sutil a célegyenes végén fékhiba miatt jobb első defektet kapott. Lecserélte a sérült abroncsot, de a felfüggesztése is sérült, ezért 4 körrel később feladta a futamot.
Három körrel a leintés előtt Massa motorja a célegyenesben felmondta a szolgálatot, a brazil versenyző füstölő autójával félreállt. A vezető hely így Kovalainené lett. Az így már dobogós Räikkönen felhagyott Glock üldözésével és lassított, nehogy csapattársa sorsára jusson. A dobogós helyeken így Kovalainen, Glock, Räikkönen lett a sorrend, negyedik lett Alonso, defektje után az ötödik helyre zárkózott föl Hamilton. Hatodik lett Piquet, hetedik Trulli, egy pontot szerzett Kubica. A 9. helytől lefelé Webber, Heidfeld, Coulthard, volt a sorrend. Körhátrányban fejezte be a versenyt Button, Nakadzsima, Rosberg, Fisichella, Barrichello és Bourdais. Massát 3 kör hátránnyal a 17. helyen rangsorolták.
| Helyezés | Rajthely | #  | Versenyző            | Csapat/Motor        | Körök | Idő/Kiesés oka      | Pontszám |
| -------- | -------- | -- | -------------------- | ------------------- | ----- | ------------------- | -------- |
| 1        | 2        | 23 | Heikki Kovalainen    | McLaren-Mercedes    | 70    | 1h37:27.067         | 10       |
| 2        | 5        | 12 | Timo Glock           | Toyota              | 70    | + 11.061            | 8        |
| 3        | 6        | 1  | Kimi Räikkönen       | Ferrari             | 70    | + 16.856            | 6        |
| 4        | 7        | 5  | Fernando Alonso      | Renault             | 70    | + 21.614            | 5        |
| 5        | 1        | 22 | Lewis Hamilton       | McLaren-Mercedes    | 70    | + 23.048            | 4        |
| 6        | 10       | 6  | Nelson Piquet Jr.    | Renault             | 70    | + 32.298            | 3        |
| 7        | 9        | 11 | Jarno Trulli         | Toyota              | 70    | + 36.449            | 2        |
| 8        | 4        | 4  | Robert Kubica        | BMW Sauber          | 70    | + 48.321            | 1        |
| 9        | 8        | 10 | Mark Webber          | Red Bull-Renault    | 70    | + 58.834            |          |
| 10       | 15       | 3  | Nick Heidfeld        | BMW Sauber          | 70    | + 1:07.709          |          |
| 11       | 13       | 9  | David Coulthard      | Red Bull-Renault    | 70    | + 1:10.407          |          |
| 12       | 12       | 16 | Jenson Button        | Honda               | 69    | + 1 kör             |          |
| 13       | 16       | 8  | Nakadzsima Kazuki    | Williams-Toyota     | 69    | + 1 kör             |          |
| 14       | 14       | 7  | Nico Rosberg         | Williams-Toyota     | 69    | + 1 kör             |          |
| 15       | 18       | 21 | Giancarlo Fisichella | Force India-Ferrari | 69    | + 1 kör             |          |
| 16       | 17       | 17 | Rubens Barrichello   | Honda               | 68    | + 2 kör             |          |
| 17       | 3        | 2  | Felipe Massa         | Ferrari             | 67    | + 3 kör (Motorhiba) |          |
| 18       | 19       | 14 | Sébastien Bourdais   | Toro Rosso-Ferrari  | 67    | + 3 kör             |          |
| Kiesett  | 20       | 20 | Adrian Sutil         | Force India-Ferrari | 62    | Fékek               |          |
| Kiesett  | 11       | 15 | Sebastian Vettel     | Toro Rosso-Ferrari  | 22    | Túlmelegedés        |          |

## A világbajnokság élmezőnyének állása a verseny után
| H  | Versenyzők        | Pont | H  | Konstruktőrök       | Pont |
| -- | ----------------- | ---- | -- | ------------------- | ---- |
| 1  | Lewis Hamilton    | 62   | 1  | Ferrari             | 111  |
| 2  | Kimi Räikkönen    | 57   | 2  | McLaren-Mercedes    | 100  |
| 3  | Felipe Massa      | 54   | 3  | BMW Sauber          | 90   |
| 4  | Robert Kubica     | 49   | 4  | Toyota              | 35   |
| 5  | Nick Heidfeld     | 41   | 5  | Renault             | 31   |
| 6  | Heikki Kovalainen | 38   | 6  | Red Bull-Renault    | 24   |
| 7  | Jarno Trulli      | 22   | 7  | Williams-Toyota     | 16   |
| 8  | Fernando Alonso   | 18   | 8  | Honda               | 14   |
| 9  | Mark Webber       | 18   | 9  | Toro Rosso-Ferrari  | 8    |
| 10 | Timo Glock        | 13   | 10 | Force India-Ferrari | 0    |
| 11 | Nelson Piquet Jr. | 13   | 11 | Super Aguri-Honda*  | 0    |

* A Super Aguri csapat a török nagydíjat megelőzően visszalépett.

(A teljes táblázat)

## Statisztikák
Vezető helyen:
- Felipe Massa: 60 (1-18 / 22-44 / 49-67)
- Lewis Hamilton: 1 (19)
- Heikki Kovalainen: 9 (20-21 / 45-48 / 68-70)

Heikki Kovalainen 1. győzelme, Lewis Hamilton 10. pole-pozíciója, Kimi Räikkönen 24. leggyorsabb köre.
- McLaren 161. győzelme.
- Pályafutása 29. versenyén először győzött Heikki Kovalainen. Damon Hill, Fernando Alonso és Jenson Button után ő a negyedik olyan versenyző, aki első győzelmét a Hungaroringen szerezte. Kovalainen egyúttal a 100. nagydíjgyőztes a Formula–1 történetében.
- Szintén pályafutása legjobb eredményét érte el Timo Glock, aki először állhatott dobogóra, úgy, hogy ez még csak a harmadik alkalom volt, amikor pontot szerzett.